# Liste des gouverneurs de Louisiane
| Parti | Parti                 | Gouverneurs |
| ----- | --------------------- | ----------- |
|       | Démocrate             | 41          |
|       | Républicain           | 10          |
|       | Républicain-démocrate | 5           |
|       | National-républicain  | 4           |
|       | Unioniste Démocrate   | 2           |
|       | Whig                  | 2           |

Liste des Gouverneurs de Louisiane depuis son entrée dans les États-Unis en 1803. 
Pour les gouverneurs précédant la vente de la Louisiane et exerçant à l'époque de la Louisiane française, voir la liste des gouverneurs coloniaux de la Louisiane française.

## Territoire américain de Louisiane
Note : De 1804 à 1812, le futur État de Louisiane était connu sous le nom de territoire d'Orléans.
| No | Gouverneur              | Gouverneur | début de mandat  | fin de mandat |
| -- | ----------------------- | ---------- | ---------------- | ------------- |
| 1  | William C. C. Claiborne |            | 20 décembre 1803 | 30 avril 1812 |

## Première période de l'État américain
| No  | Nom                                    | Portrait | Début de mandat  | Fin de mandat    | Parti | Parti                 | Observations                                                 |
| --- | -------------------------------------- | -------- | ---------------- | ---------------- | ----- | --------------------- | ------------------------------------------------------------ |
| 1   | William C. C. Claiborne                |          | 30 avril 1812    | 16 décembre 1816 |       | Républicain-démocrate |                                                              |
| 2   | Jacques Phillippe Villeré              |          | 16 décembre 1816 | 18 décembre 1820 |       | Républicain-démocrate |                                                              |
| 3   | Thomas B. Robertson                    |          | 18 décembre 1820 | 15 novembre 1824 |       | Républicain-démocrate |                                                              |
| 4   | Henry S. Thibodaux                     |          | 15 novembre 1824 | 13 décembre 1824 |       | Républicain-démocrate | assure l'interim en tant que président du Sénat de Louisiane |
| 5   | Henry Johnson                          |          | 13 décembre 1824 | 15 décembre 1828 |       | Républicain-démocrate |                                                              |
| 6   | Pierre Augustin Bourguignon d'Herbigny |          | 15 décembre 1828 | 6 octobre 1829   |       | National-Républicain  | mort en fonction                                             |
| 7   | Armand Beauvais                        |          | 6 octobre 1829   | 14 janvier 1830  |       | National-républicain  | Assure l'interim en tant que président du Sénat de Louisiane |
| 8   | Jacques Dupré                          |          | 14 janvier 1830  | 31 janvier 1831  |       | National-Républicain  | Assure l'interim en tant que président du Sénat de Louisiane |
| 9   | André Bienvenu Roman                   |          | 31 janvier 1831  | 4 février 1835   |       | National-Républicain  |                                                              |
| 10  | Edward Douglass White, Sr.             |          | 4 février 1835   | 4 février 1839   |       | Whig                  |                                                              |
| (9) | André Bienvenu Roman                   |          | 4 février 1839   | 30 janvier 1843  |       | Whig                  |                                                              |
| 11  | Alexandre Mouton                       |          | 30 janvier 1843  | 12 février 1846  |       | Démocrate             |                                                              |
| 12  | Isaac Johnson                          |          | 12 février 1846  | 28 janvier 1850  |       | Démocrate             |                                                              |
| 13  | Joseph Marshall Walker                 |          | 28 janvier 1850  | 18 janvier 1853  |       | Démocrate             |                                                              |
| 14  | Paul Octave Hébert                     |          | 18 janvier 1853  | 22 janvier 1856  |       | Démocrate             |                                                              |
| 15  | Robert C. Wickliffe                    |          | 22 janvier 1856  | 23 janvier 1860  |       | Démocrate             |                                                              |
| 16  | Thomas Overton Moore                   |          | 23 janvier 1860  | 24 avril 1862    |       | Démocrate             |                                                              |

## Guerre Civile

### Gouverneurs confédérés de Louisiane
| No | Nom                  | Portrait | Début de mandat | Fin de mandat   | Parti | Parti     | Observations                                                |
| -- | -------------------- | -------- | --------------- | --------------- | ----- | --------- | ----------------------------------------------------------- |
| 16 | Thomas Overton Moore |          | 24 avril 1862   | 25 janvier 1864 |       | Démocrate |                                                             |
| 17 | Henry W. Allen       |          | 25 janvier 1864 | 2 juin 1865     |       | Démocrate | Gouverneur jusqu'à l'armistice et la défaite des Confédérés |

### Gouverneurs unionistes de Louisiane
| No | Nom               | Portrait | Début de mandat | Fin de mandat | Parti | Parti       | Observations |
| -- | ----------------- | -------- | --------------- | ------------- | ----- | ----------- | ------------ |
| 18 | George F. Shepley |          | 2 juillet 1862  | 4 mars 1864   |       | Militaire   |              |
| 19 | Michael Hahn      |          | 4 mars 1864     | 4 mars 1865   |       | Républicain | Nommé        |

## Ère de laReconstructionsous contrôle militaire fédéral
| No | Nom                 | Portrait | Début de mandat | Fin de mandat  | Parti | Parti       | Observations                                                 |
| -- | ------------------- | -------- | --------------- | -------------- | ----- | ----------- | ------------------------------------------------------------ |
| 20 | James Madison Wells |          | 4 mars 1865     | 3 juin 1867    |       | Républicain | Lieutenant-gouverneur assurant l'intérim.                    |
| 21 | Benjamin Flanders   |          | 3 juin 1867     | 8 janvier 1868 |       | Républicain | Gouverneur militaire                                         |
| 22 | Joshua Baker        |          | 8 janvier 1868  | 27 juin 1868   |       | Démocrate   | Démis lors de la réintégration de la Louisiane dans l'Union. |

## Gouverneurs de Louisiane
| No   | Nom                               | Portrait                | Début de mandat | Fin de mandat   | Parti | Parti                 | Observations |  |
| ---- | --------------------------------- | ----------------------- | --------------- | --------------- | ----- | --------------------- | --- |  |
| 23   | Henry C. Warmoth                  |                         | 27 juin 1868    | 9 décembre 1872 |       | Républicain           | Démis lors d'une procédure d'impeachment |  |
| 24   | Pinckney Benton Stewart Pinchback |                         | 9 décembre 1872 | 13 janvier 1873 |       | Républicain           | Lieutenant-gouverneur assurant l'intérim |  |
| 25   | John McEnery                      |                         | 13 janvier 1873 | 22 mai 1873     |       | Démocrate             | John McEnery et son adversaire William Kellogg revendiquèrent la victoire en 1872 et les deux hommes furent assermentés. Ce n'est que le 20 septembre 1873 que le président Ulysses S. Grant déclara Kellogg comme gouverneur légal. |  |
| 26   | William P. Kellogg                |                         | 13 janvier 1873 | 8 janvier 1877  |       | Républicain           | |  |
| 27*  | Stephen B. Packard                |                         | 8 janvier 1877  | 24 avril 1877   |       | Républicain           | Packard fut déclaré victorieux par le Sénat de Louisiane bien qu'ayant obtenu 8 000 voix de moins que son adversaire Francis T. Nicholls. Il ne fut cependant pas reconnu par le gouvernement fédéral.                               |  |
| 28*  | Francis T. Nicholls               |                         | 8 janvier 1877  | 14 janvier 1880 |       | Démocrate             | Bien que déclaré perdant par le Sénat de Louisiane, Francis Nicholls forma son gouvernement et parvint à se faire reconnaitre comme gouverneur légitime par le gouvernement fédéral.                                                 |  |
| 29   | Louis A. Wiltz                    |                         | 14 janvier 1880 | 16 octobre 1881 |       | Démocrate             | mort en fonction |  |
| 30   | Samuel D. McEnery                 |                         | 16 octobre 1881 | 20 mai 1888     |       | Démocrate             | |  |
| (28) | Francis T. Nicholls               |                         | 20 mai 1888     | 10 mai 1892     |       | Démocrate             | |  |
| 31   | Murphy J. Foster                  |                         | 10 mai 1892     | 8 mai 1900      |       | Démocrate             | |  |
| 32   | William W. Heard                  |                         | 8 mai 1900      | 10 mai 1904     |       | Démocrate             | |  |
| 33   | Newton C. Blanchard               |                         | 10 mai 1904     | 12 mai 1908     |       | Démocrate             | |  |
| 34   | Jared Y. Sanders, Sr.             |                         | 12 mai 1908     | 14 mai 1912     |       | Démocrate             | |  |
| 35   | Luther E. Hall                    |                         | 14 mai 1912     | 9 mai 1916      |       | Démocrate             | |  |
| 36   | Ruffin G. Pleasant                |                         | 9 mai 1916      | 11 mai 1920     |       | Démocrate             | |  |
| 37   | John M. Parker                    |                         | 11 mai 1920     | 13 mai 1924     |       | Démocrate             | |  |
| 38   | Henry L. Fuqua                    |                         | 13 mai 1924     | 11 octobre 1926 |       | Démocrate             | mort en fonction |  |
| 39   | Oramel H. Simpson                 |                         | 11 octobre 1926 | 21 mai 1928     |       | Démocrate             | |  |
| 40   | Huey Pierce Long                  |                         | 21 mai 1928     | 25 janvier 1932 |       | Démocrate             | |  |
| 41   | Alvin Olin King                   |                         | 25 janvier 1932 | 10 mai 1932     |       | Démocrate             | |  |
| 42   | Oscar Kelly (O.K.) Allen          |                         | 10 mai 1932     | 28 janvier 1936 |       | Démocrate             | mort en fonction |  |
| 43   | James A. Noe                      |                         | 28 janvier 1936 | 12 mai 1936     |       | Démocrate             | |  |
| 44   | Richard W. Leche                  |                         | 12 mai 1936     | 26 juin 1939    |       | Démocrate             | Démissionnaire pour cause de fraude puis condamné à 5 ans de prison |  |
| 45   | Earl K. Long                      |                         | 26 juin 1939    | 14 mai 1940     |       | Démocrate             | |  |
| 46   | Sam H. Jones                      |                         | 14 mai 1940     | 9 mai 1944      |       | Démocrate             | |  |
| 47   | Jimmie Davis                      |                         | 9 mai 1944      | 11 mai 1948     |       | Démocrate             | |  |
| (45) | Earl K. Long                      |                         | 11 mai 1948     | 13 mai 1952     |       | Démocrate             | |  |
| 48   | Robert F. Kennon                  |                         | 13 mai 1952     | 8 mai 1956      |       | Démocrate             | |  |
| (45) | Earl K. Long                      |                         | 8 mai 1956      | 10 mai 1960     |       | Démocrate             | |  |
| (47) | Jimmie Davis                      |                         | 10 mai 1960     | 12 mai 1964     |       | Démocrate             | |  |
| 49   | John McKeithen                    |                         | 12 mai 1964     | 2 mai 1972      |       | Démocrate             | |  |
| 50   | Edwin W. Edwards                  |                         | 9 mai 1972      | 10 mars 1980    |       | Démocrate             | |  |
| 51   | Dave Treen                        |                         | 10 mars 1980    | 12 mars 1984    |       | Républicain           | |  |
| (50) | Edwin W. Edwards                  |                         | 12 mars 1984    | 14 mars 1988    |       | Démocrate             | |  |
| 52   | Charles E. (Buddy) Roemer III     |                         | 14 mars 1988    | 13 janvier 1992 |       | Démocrate (1988-1991) | |  |
| 52   | Charles E. (Buddy) Roemer III     | Républicain (1991-1992) | 14 mars 1988    | 13 janvier 1992 |       |                       | |  |
| (50) | Edwin W. Edwards                  |                         | 13 janvier 1992 | 8 janvier 1996  |       | Démocrate             | |  |
| 53   | Mike Foster                       |                         | 8 janvier 1996  | 12 janvier 2004 |       | Républicain           | |  |
| 54   | Kathleen Babineaux Blanco         |                         | 12 janvier 2004 | 14 janvier 2008 |       | Démocrate             | |  |
| 55   | Bobby Jindal                      |                         | 14 janvier 2008 | 11 janvier 2016 |       | Républicain           | |  |
| 56   | John Bel Edwards                  |                         | 11 janvier 2016 | 8 janvier 2024  |       | Démocrate             | |  |
| 57   | Jeff Landry                       |                         | 8 janvier 2024  |                 |       | Républicain           | |  |